# Homodes crocea
Homodes crocea là một loài bướm đêm trong họ Noctuidae.